# وربه

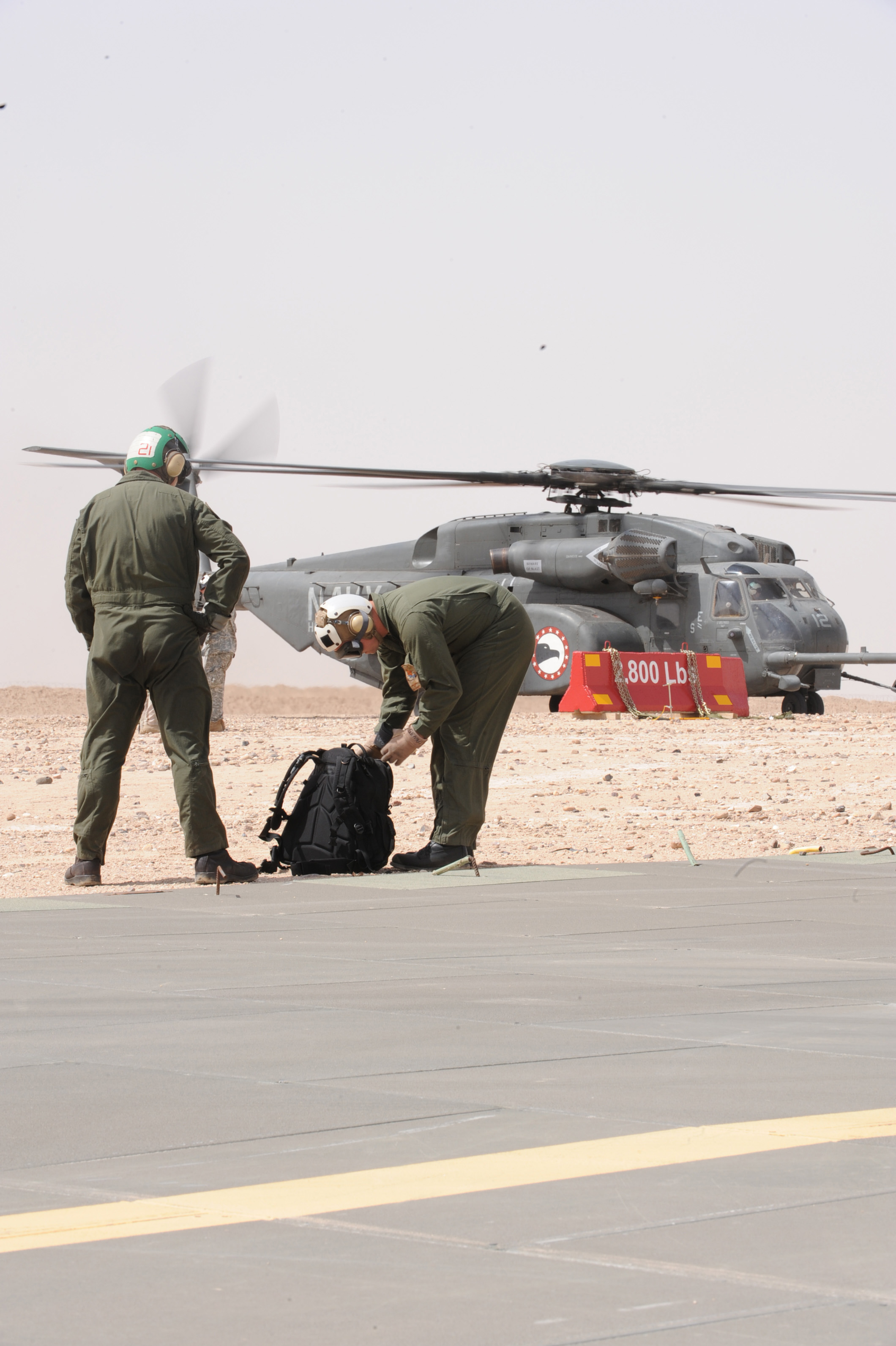
سربازان آمریکایی درحال انتقال یک ژنراتور به وربه.

وَربه یکی از جزیره‌های خلیج فارس متعلق به کشور کویت است.
جزیرهٔ وربه در منتهی‌الیه شمالی خلیج فارس در فاصله کمی از ام‌القصر در عراق قرار گرفته‌است.
جزیرهٔ بزرگ بوبیان در جنوب وربه، خور عبدالله در خاور آن و خور بوبیان در دو سوی آن قرار گرفته‌است. در خاور آن هم خاک اصلی کویت قرار دارد.